# Szárazberek
Szárazberek (románul Bercu) falu Romániában, Szatmár megyében.

## Fekvése
Szatmár megyében, Szatmárnémetitől közúton 16 km-re északra, a román–magyar határ mellett, a Túrtól 1,8 km-re fekvő település. Szomszédos falvak: északkeletre Újmikola, délkeletre Sándorhomok, délnyugatra Kispeleske, északnyugatra Méhtelek és Garbolc (mindkettő Magyarországon).

## Története
Szárazberek a településről elnevezett Szárazbereki család ősi birtoka volt.
Nevét a régi oklevelek Szárazbereki Lászlóval összefüggésben említik első ízben:
1339-ben Szárazbereki Lászlót mint hamispénzverőt megégették, birtokait elkobozták, és azokat Tamás erdélyi vajda kapta meg. Azonban a Szárazbereki család pört indított az elkobzott birtokokért, és azok háromnegyedrészét sikerült visszaszereznie.
A település nevét 1348-ban Zaruzberuk, 1351-ben Zarzberek alakban írták.
A visszaperelt birtokon élő Szárazbereki család mellett több birtokos is részt szerez benn, így a Mikolay család, valamint a Csáky, Téti, Vetési, Fülpösi, Dabolczi, Sárvári, Román és Csaholyi családok.
A 16. században Muchey Pálnak is volt itt birtoka, aki 1545-ben kapott itt adományt.
1547-ben a Csaholyi lányokat is birtokba iktatták itt.
A Báthoriak is szereztek itt részbirtokot, amelyet 1567-ben Báthory Miklós 
Szirmai Lajosnak adott.
Az 1600-as években több birtokosa is volt: Vetési Kökényesdi Péter, Szentmártoni Farkas András, Horvát István, gróf Csáky István is birtokos volt itt, azonban a legnagyobb birtokosa a 18. században a Mikolay család maradt.
A század végétől  a 19. század közepéig a felsoroltakon kívül újabb birtokosok is részt szereztek itt.
A 20. század elején Mándy Bertalan és Mandel Lipót volt Szárazberek fő birtokosa..
A 2002-es népszámláláskor 619 lakosa közül 600 fő (96,9%) magyar, 12 (1,9%) román, 7 (1,1%) pedig cigány volt.

## Nevezetességek
- Református temploma a 16. században épült.
- Görögkatolikus templomát a 19. században építették.